# Calea misterelor (film)
Mulholland Drive (deseori abreviat Mulholland Dr.) este un thriller psihologic din 2001, în regia lui David Lynch.

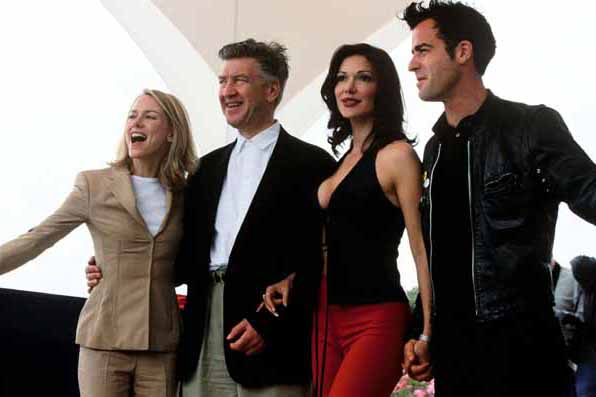
Naomi Watts, David Lynch, Laura Elena Harring, Justin Theroux la Cannes, 2001

## Proiectul
Proiectul a fost inițial un episod pilot de două ore pentru un serial de televiziune al postului ABC Network, postul sperând să repete succesul serialului precedent al lui Lynch, Twin Peaks. Când Lynch a prezentat pilotul terminat, ABC a cerut multe tăieturi de montaj, care să ajusteze durata și conținutul. Deși Lynch a făcut tăieturile cerute, ABC tot nu a fost mulțumit de rezultat și a renunțat la serial.
Lynch a păstrat materialul filmat și cu ajutorul lui Canal Plus, un producător francez, a terminat pilotul și l-a transformat în film.

## Lansarea
Mulholland Drive a avut premiera la Festivalul de la Cannes în 2001, cu mult succes. Lynch a primit premiul pentru Cel mai bun regizor, ex-equo cu Joel Coen pentru The Man Who Wasn’t There. A fost numit Cel mai bun film de către New York Film Critics Circle, și chiar a primit o notă de patru stele de la criticul de film Roger Ebert, care este cunoscut ca unul dintre cei mai cunoscuți detractori ai lui Lynch. Lynch a fost de asemenea nominalizat la Oscar pentru Cel mai bun regizor pentru a treia oară. Totuși, filmul a avut puțin succes comercial, cu 7 milioane de dolari la box office-ul american și încă 13 milioane în lume.
Filmul a devenit cult de la lansarea sa, cu multe interpretări pe Internet despre simbolismul și înțelesurile sale. Lynch, ca de obicei, nu a dat nici o explicație despre adevăratul înțeles al filmului. DVD-urile vândute în Statele Unite și în Marea Britanie conțin 10 indicii date de regizor, dar ele doar au lansat mai cu putere speculațiile despre misterele filmului.
Lansarea pe DVD în Franța a fost cauza unui proces de marcă despre drepturile utilizatorilor de DVD-uri de a face copii private; legea este cunoscută ca hotărârea Mulholland Drive.
Avertisment: urmează detalii despre intriga și despre finalul filmului

## Sumar
Acțiunea filmului are loc în  Los Angeles, el prezintă întâmplări misteriose, dramatice de dragoste gelozie și crimă. În centrul acțiunii sunt Rita Rhodes și Betty Elms, două femei de 30 de ani care au o serie de aventuri ciudate, misterioase.
În timp ce conduce pe Mulholland Drive în Los Angeles, California, târziu noaptea, o brunetă (Laura Elena Harring) are un accident de mașină care îi provoacă amnezie. Ea coboară panta în Los Angeles și doarme într-un apartament gol. A doua zi, Betty Elms (Naomi Watts), o tânără și extrem de optimistă actriță în devenire care tocmai a ajuns la Hollywood din Deep River, Ontario, se instalează în apartament și o găsește. Femeia brunetă își alege numele de Rita (după un afiș de film cu Rita Hayworth în Gilda). Împreună, cele două încearcă să afle cine este Rita și ce s-a întâmplat în noaptea aceea.
Alte lucruri bizare, la început fără legătură, se întâmplă apoi. Un bărbat povestește unui prieten despre un coșmar care se repetă, transformându-l în realitate; proiectul și, mai târziu, viața regizorului Adam Kesher (Justin Theroux) sunt răvășite de niște misterioși mafioți, care îl forțează să angajeze o fată necunoscută numită Camilla pentru rolul principal din noul său film; și un ucigaș plătit incompetent fură o carte neagră.
Scenele devin din ce în ce mai bizare, până când filmul părăsește povestea pentru o cu aparent totul alta. După o întâlnire sexuală între Betty și Rita, care apoi asistă la un spectacol straniu într-un misterios teatru nocturn, o întreagă realitate apare brusc. Așa cum comentează Roger Ebert, „…personajele încep să se fractureze și să se recombine ca într-un caleidoscop”. Acum Watts interpretează o actriță ratată, Diane Selwyn, care trăiește o viață nefericită. Fosta ei prietenă Camilla, acum interpretată de Harring, a abandonat-o pentru o viață de bogăție și lux căsătorindu-se cu un regizor de succes, același Adam Kesher. Furioasă și disperată, Diane angajează un ucigaș plătit pentru a o ucide pe Camilla. La sfârșitul filmului, Diane, chinuită de remușcări, se sinucide și ea.

## Interpretări și aluzii
Lynch și-a menținut refuzul de a comenta despre înțelesul sau simbolismul filmului, ceea ce a dat naștere la multe discuții și multiple interpretări. Totuși, o interpretare comună e bazată pe teoria freudiană a cuplului dorință - îndeplinire în vis.
După teoria lui freudiană, inconștientul constă din trei părți, Eu, Supraeu, Se, iar dorințele Se-ului sunt realizate în visele noastre, cel puțin în măsura în care Supraeul le refulează în stare de veghe. Adormit, Supraeul (reprezentat prin femeia cu păr albastru din scena cu teatrul) transformă aceste vise astfel încât ce este refulat devine posibil. Mai mult, părți din viața trează sunt folosite, într-un mod dezorganizat, pentru a construi o astfel de realitate onirică.
În interpretarea freudiană, prima parte a filmului este visul realei Diane Selwyn, care în vis și-a oferit rolul inocentei și încrezătoarei Betty Elms pentru a-și reconstrui viața, trecutul și identitatea într-un fel de scenariu de film hollywoodian. Aceasta include seducerea sa de către promisiunile deșarte și aparența întunecată ale Hollywood-ului – o seducție metaforică transformată în una fizică în visul său. A doua parte a filmului este deci realitatea mohorâtă a vieții reale a Dianei, o viață în care multe dorințe, atât personale cât și profesionale, nu s-au îndeplinit.
Scena dinaintea genericului de început este, în acest scenariu, Diane Selwyn în pat înainte de a se sinucide. Tot înaintea genericului se află scena onirică în care alter ego-ul Dianei Betty câștigă un concurs de dans (probabil felul în care Diane a ajuns la Hollywood).  Betty și Rita se întâlnesc cu Diane cea decedată în film, ceea ce provoacă secvența suprarealistă de la Club Silencio care sfârșește visul, întorcând-o pe Diane la viața sa reală, în care cheia albastră are o semnificație clară. Nucleul filmului, începând cu genericul (concursul de dans) și sfârșind cu Cowboy-ul care zice “Trezește-te”, este visul pe care Diane îl are înainte de a muri de rana provocată de ea însăși, la fel cum omul care își explică visul prietenului său, moare verificând că ce se întâmplă e un vis.
Totuși, este posibil ca întregul film să fie povestea non-liniară a unei fete de la țară care vine și este coruptă la Hollywood, spusă în forma mai multor fire narative cu încarnări multiple ale acelorași persoane. Conform acestei interpretări, tot filmul este real în egală măsură deoarece în întregime spune aceeași poveste, cu diferitele narațiuni combinându-se într-un tot coerent. Cele câteva caractere ireale sau simbolice personifică teme cum sunt puterile îndepărtate, ascunse și poate chiar Diavolul, ca și o doză puternică de estetizare a zonei Los Angeles-ului și a Sud-Vestului Statelor Unite în general. Această interpretare ar aduce Mulholland Drive foarte aproape de alt film al lui Lynch, Lost Highway (Metamorfoze).
Filmul conține similarități structurale și conceptuale cu ale filme, incluzând Le Mépris (Disprețul) al lui Jean-Luc Godard, în care cuvântul Silencio este șoptit de regizor la finalul filmului, Sunset Boulevard, Persona, Vertigo și Vrăjitorul din Oz, ca și din viața și moartea actorului Bob Crane.

## Cele zece indicii ale lui David Lynch
Edițiile de DVD din unele țări conțin 10 indicii din partea regizorului:
1. Fiți foarte atenți la începutul filmului: cel puțin două indicii sunt revelate înaintea genericului.
2. Observați aparițiile lămpii cu abajur roșu.
3. Puteți auzi titlul filmului pentru care Adam Kesher audiționează actrițele? Este menționat iar?
4. Un accident este un eveniment teribil… observați locul unde se petrece
5. Cine dă o cheie, și de ce?
6. Observați rochia, scrumiera și cana de cafea
7. Ce este simțit, aflat și adunat la clubul Silencio?
8. Doar talentul a ajutat-o pe Camilla?
9. Observați ce se afla în jurul omului din spatele localului Winkies.
10. Unde este mătușa Ruth?

Merită poate să observăm că publicul crede că această listă este o glumă din partea regizorului. Dat fiind refuzul lui Lynch de a comenta lucrările sale, e de înțeles de ce unii se îndoiesc de decizia sa bruscă de a-și îndrepta publicul spre o concluzie concretă.